# Stazione di Jukjeon
La stazione di Jukjeon (죽전역 - 竹田驛, Jukjeon-yeok ) è una stazione ferroviaria situata nel quartiere di Suji-gu della città di Yongin, nel Gyeonggi-do, nell'area metropolitana di Seul servita dalla linea Bundang, ferrovia suburbana della Korail. A partire da questa stazione, indirezione sud, i treni locali e espressi diversificano tutte le fermate. Infatti nella tratta a nord di Jukjeon le stazioni non hanno binari aggiuntivi che permettano agli espressi di procedere senza fermarsi, e quindi questi ultimi fermano in tutte le stazioni fino a Wangsimni.

## Linee
Korail
■ Linea Bundang (Codice: K237)

## Struttura

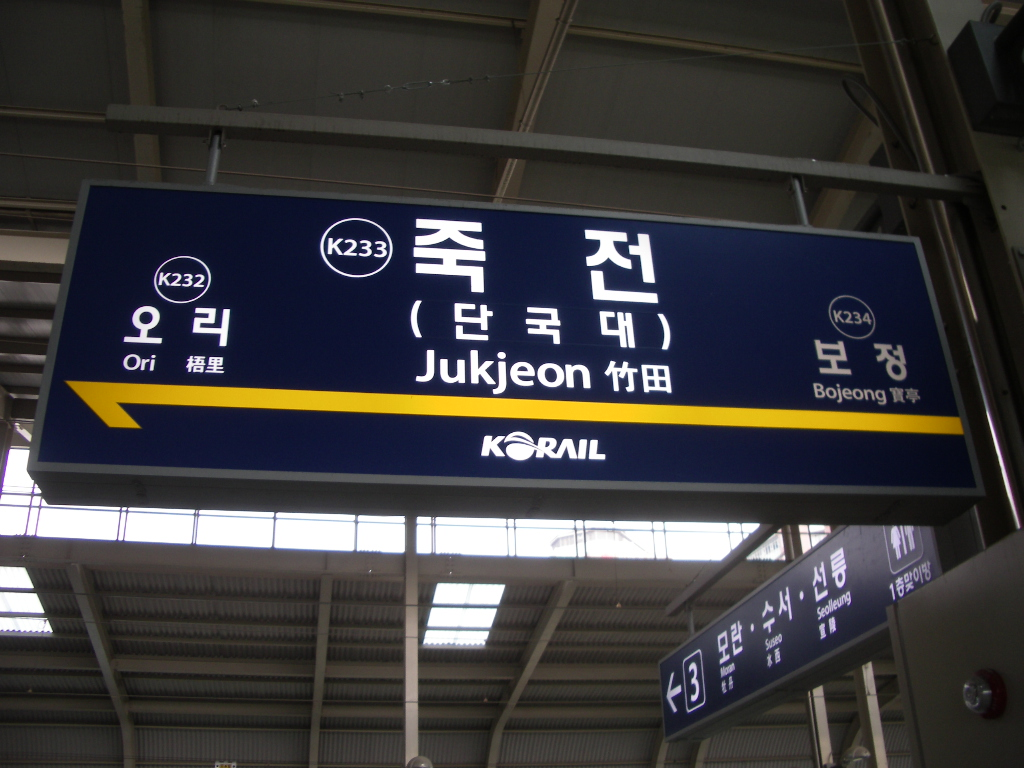
La targa della stazione

La stazione di Jukjeon è l'unica fra tutte quelle della linea Bundang ad essere realizzata su viadotto, e quindi in superficie. Dispone di due banchine a isola con quattro binari passanti, e sono inoltre presenti ascensori e scale mobili.
| 1-2 | ■ Linea Bundang | per Giheung, Yeongtong, Mangpo, Suwon Municipio e Suwon  |
| 3-4 | ■ Linea Bundang | per Migeum, Jeongja, Moran, Suseo, Seolleung e Wangsimni |

## Stazioni adiacenti
| «             | Servizio      | »             |
| Linea Bundang | Linea Bundang | Linea Bundang |
| ------------- | ------------- | ------------- |
| Ori           | Locale        | Bojeong       |
| Ori           | Espresso      | Giheung       |